# دوبا
دوبا (به چکی: Dubá) یک منطقهٔ مسکونی در جمهوری چک است که در ناحیه تشسکا لیپا واقع شده‌است. دوبا ۱٬۷۵۷ نفر جمعیت دارد.